# GP La Marseillaise 1995
De 16e editie van de GP La Marseillaise werd gehouden op 31 januari 1995 in Frankrijk. De wielerwedstrijd ging over 142,6 kilometer en werd gewonnen door de Belg Stéphane Hennebert gevolgd door Nico Mattan en Gianluca Pianegonda.

## Uitslag
| GP La Marseillaise 1995 |                      |                         |          |
| Plaats                  | Naam                 | Ploeg                   | Tijd     |
| Winnaar                 | Stéphane Hennebert   | Le Groupement           | 3u22'40" |
| 2                       | Nico Mattan          | Lotto-Isoglass          | +1'36"   |
| 3                       | Gianluca Pianegonda  | Polti-Granarolo-Santini | +1'40"   |
| 4                       | Francisque Teyssier  | Festina-Lotus           | +1'43"   |
| 5                       | Jean-Paul van Poppel | Le Groupement           | z.t.     |
| 6                       | Marc Sergeant        | Lotto-Isoglass          | z.t.     |
| 7                       | Bruno Thibout        | Castorama               | z.t.     |
| 8                       | Hendrik Redant       | TVM-Polis Direct        | z.t.     |
| 9                       | Jean-Claude Colotti  | GAN                     | z.t.     |
| 10                      | Jean-Jacques Henry   | Festina-Lotus           | z.t.     |

1980 · 1981 · 1982 · 1983 · 1984 · 1985 · 1986 · 1987 · 1988 · 1989 · 1990 · 1991 · 1992 · 1993 · 1994 · 1995 · 1996 · 1997 · 1998 · 1999 · 2000 · 2001 · 2002 · 2003 · 2004 · 2005 · 2006 · 2007 · 2008 · 2009 · 2010 · 2011 · 2012 · 2013 · 2014 · 2015 · 2016 · 2017 · 2018 · 2019 · 2020 · 2021 · 2022 · 2023 · 2024 · 2025